# 2011年東京都知事選挙
2011年東京都知事選挙（2011ねんとうきょうとちじせんきょ）は、平成23年（2011年）4月10日に執行された東京都知事選挙。第17回統一地方選挙の一環で実施され、現職の石原慎太郎が4選を果たした。
なお、石原が本選挙によって得た4期目の任期の途中の2012年10月31日に第46回衆議院議員総選挙への出馬のために辞職したため、本選挙を最後に、東京都知事選挙は統一地方選挙の一環としては実施されなくなった。

## 選挙データ
- 2011年（平成23年）4月22日 任期満了
- 2011年（平成23年）3月24日 告示
- 2011年4月10日 投票

### 執行日
- 2011年（平成23年）4月10日
  - 当日の投票時間帯：午前7時～午後8時
  - 期日前投票：2011年（平成23年）3月25日～4月9日
  - 開票：当日午後8時30分より

### キャッチコピー
投票に行こう! あなたと東京のために（Tohyo for TOKYO）

### イメージキャラクター
- 東京都選挙管理委員会が、AKB48を選挙啓発のために起用[2]。
  - AKB48（秋元才加・梅田彩佳・大島優子・片山陽加・倉持明日香・小嶋陽菜・佐藤亜美菜・佐藤夏希・篠田麻里子・中田ちさと・松井咲子・松原夏海・宮澤佐江　正規メンバー中2011年3月の時点で成年に達していた13名）

### PR
- 東京都選挙管理員会が、1700万円の税金を費やして3種類の動画とポスターを制作した[3]。

### 同日選（東京都内）
- 東京都議会議員選挙補欠選挙（4月1日告示）
  - 杉並区選挙区（田中良の杉並区長選挙出馬に伴うもの）

## 立候補者
11名、届け出順
| 立候補者                             | 年齢 | 党派                                       | 現・新 | 職業、肩書                 |
| ------------------------------------ | ---- | ------------------------------------------ | ------ | -------------------------- |
| 谷山雄二朗 （たにやま ゆうじろう）   | 38   | 無所属                                     | 新     | 映画監督                   |
| 古川圭吾 （ふるかわ けいご）         | 41   | 無所属                                     | 新     | 訪問介護会社役員           |
| 渡邉美樹 （わたなべ みき）           | 51   | 無所属 （都議会民主党 支援）               | 新     | 実業家、ワタミ前会長       |
| 石原慎太郎 （いしはら しんたろう）   | 78   | 無所属 （都議会自民党、都議会公明党 推薦） | 現     | 東京都知事                 |
| ドクター・中松 （どくたー なかまつ） | 82   | 無所属                                     | 新     | 発明家                     |
| マック赤坂 （まっく あかさか）       | 62   | スマイル党                                 | 新     | 財団法人会長、セラピスト   |
| 東国原英夫 （ひがしこくばる ひでお） | 53   | 無所属                                     | 新     | 無職、前宮崎県知事         |
| 小池晃 （こいけ あきら）             | 50   | 無所属 （共産党 推薦）                     | 新     | 政党役員、前参議院議員     |
| 姫治けんじ （ひめじ けんじ）         | 59   | 平和党核兵器廃絶平和運動                   | 新     | 建物管理業                 |
| 雄上統 （おがみ おさむ）             | 69   | 東京維新の会                               | 新     | 僧侶、真宗大谷派住職、作家 |
| 杉田健 （すぎた たけし）             | 43   | 新しい日本                                 | 新     | 政治団体代表幹事           |

### 立候補者の動き
- 2010年10月 - ドクター・中松が『SPA!』19日号誌上で出馬表明
- 2011年2月9日 - 小池晃が記者会見で出馬表明[5]
- 2月15日 - 渡邉美樹が記者会見で出馬表明[6]
- 2月22日 - 谷山雄二朗がFacebookで出馬表明[7]
- 2月24日から3月1日のあいだ[8] - 雄上統が記者会見で出馬表明
- 3月3日 - ドクター・中松が記者会見で出馬表明[9]
- 3月11日 - 石原慎太郎が都議会本会議で出馬表明[10]
- 3月11日から19日のあいだ[11][12] - 谷山雄二朗が記者会見で出馬表明
- 3月11日から19日のあいだ[11] - 杉田健が記者会見で出馬表明
- 3月14日 - 石原慎太郎が記者会見で出馬表明[13]
- 3月14日 - 古川圭吾がブログで出馬表明[14]
- 3月14日から19日のあいだ[12]- 古川圭吾が記者会見で出馬表明
- 3月22日 - 東国原英夫が記者会見で出馬表明[15]
- 3月24日 - 記者会見で出馬表明した9氏に加え、マック赤坂と姫治けんじが立候補を届け出る
- 4月10日 - 投開票。現職の石原慎太郎が4選を果たす

## 立候補を取りやめた人物
- 松沢成文 - 当時の神奈川県知事 - 2011年3月1日の記者会見で出馬表明[16]。3月14日、石原慎太郎の出馬表明に伴い出馬を断念[13]。

## 選挙結果

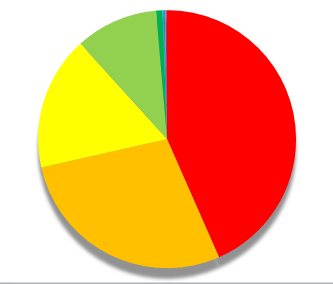
各候補の得票率（得票数の多かった順）

投票率は57.80%で、前回2011年の54.35%をやや上回った（前回比 +3.45%）。当日の有権者数は1050万5848人で投票総数は607万2604票となった。。
候補者別の得票数の順位、得票数、得票率、惜敗率、供託金没収概況は以下のようになった。供託金欄のうち「没収」とある候補者は有効投票総数の10%を下回ったため全額没収された。得票率と惜敗率は未発表のため暫定計算とした（小数3位以下四捨五入）。
|      | 順位 | 候補者名        | 党派                     | 新現元 | 得票数    | 得票率 | 惜敗率 | 供託金 |
| ---- | ---- | --------------- | ------------------------ | ------ | --------- | ------ | ------ | ------ |
| 当選 | 1    | ■石原慎太郎     | 無所属                   | 現     | 2,615,120 | 43.40% | ----   |        |
|      | 2    | ■東国原英夫     | 無所属                   | 新     | 1,690,669 | 28.06% | 64.60% |        |
|      | 3    | ■渡邉美樹       | 無所属                   | 新     | 1,013,132 | 16.81% | 38.74% |        |
|      | 4    | ■小池晃         | 無所属                   | 新     | 623,913   | 10.35% | 23.86% |        |
|      | 5    | ■ドクター・中松 | 無所属                   | 新     | 48,672    | 0.81%  | 1.86%  | 没収   |
|      | 6    | ■谷山雄二朗     | 無所属                   | 新     | 10,300    | 0.17%  | 0.39%  | 没収   |
|      | 7    | ■古川圭吾       | 無所属                   | 新     | 6,389     | 0.11%  | 0.24%  | 没収   |
|      | 8    | ■杉田健         | 新しい日本               | 新     | 5,475     | 0.09%  | 0.21%  | 没収   |
|      | 9    | ■マック赤坂     | スマイル党               | 新     | 4,598     | 0.08%  | 0.18%  | 没収   |
|      | 10   | ■雄上統         | 東京維新の会             | 新     | 3,793     | 0.06%  | 0.15%  | 没収   |
|      | 11   | ■姫治けんじ     | 平和党核兵器廃絶平和運動 | 新     | 3,278     | 0.05%  | 0.13%  | 没収   |

## その他
- 選挙戦では、東日本大震災により途中まで選挙カーの使用を自粛した候補者もいたため、選挙活動は盛り上がりに欠けた。特に、現職の石原慎太郎は「公務」を理由として終盤を除き選挙活動を行わなかった。
- 石原・東国原・渡邉・小池の有力とされた候補者4人および出馬辞退した松沢成文は、いずれも後に国会議員となっている。[19]